# Сингел
Сингел, синкел, синђел (грч. Συνκέλλος; лат. concellaneus — сакелејник) био је црквени чин који су носиле особе које живе у истој келији са патријархом или епископом. Управљали су многим црквеним пословима уместо патријарха и били су непосредни сведоци патријарховог живота пошто су се стално налазили поред њега.
Сингели су постојали како у источном хришћанству где је ова дужност уведена Четвртим васељенским сабором, тако и у западном хришћанству.
Познато је да је Свети Григорије Велики (590—604) удаљио све мирјане из своје палате, а на њихово место поставио свештенство и монахе. У Шпанији је исто правило уведено након једног од сабора у Толеду.
На истоку је патријарх имао групу сингела којима је управљао главни сингел — протосингел. Протосингел је пратио патријарха на свим саборима. За сингеле су обично бирани образованији монаси који су могли да помогну архијереју у вршењу дужности. У Грчкој је овај чин био посебно развијен. Патријарси су често били окружени великом групом сингела. У Цариградској патријаршији протосингел је имао велики углед и након смрти патријарха често је постајао његов наследник на патријаршијском престолу.
Данас чин синђела и протосинђела постоји у Српској, Бугарској и Грчкој православној цркви.